# Kamienny Las (Bułgaria)
Kamienny Las (bułg. Побити камъни, Pobiti kamyni; Дикилиташ, Dikilitasz) – formacja skalna zlokalizowana w Bułgarii, na południowych krańcach Wyżyny Dobrudży, w pobliżu szosy E70 z Warny do Nowego Pazaru, około 18 km na zachód od Warny. Najbliższe wsie to Słynczewo i Straszimirowo. 

## Opis
Kamienny Las to zgrupowanie gładkich i foremnych kamiennych kolumn z charakterystycznymi poprzecznymi pęknięciami (część jest wewnątrz pusta). Kolumny tworzą siedem grup większych i kilka mniejszych, rozlokowanych na obszarze około 7 km². Grubość kolumn waha się pomiędzy 0,6 a 2,5 m, a wysokość dochodzi do 6 metrów. Obiekty są słabo osadzone w piasku, co sprawiło, że wiele z nich upadło samodzielnie lub zostało przewróconych przez miejscową ludność. Po upadku ukazują się zaokrąglone podstawy.
Podczas badań naukowych nad genezą powstania kolumn formułowano różne teorie. W 1829 rosyjski archeolog W. Tieplakow sądził, że są to pozostałości budowli antycznych. Antropogenezę ostatecznie potem wykluczono. Najprawdopodobniejsza jest teoria S. Bonczewa z 1938 r., objaśniająca powstanie obiektów ewolucją powierzchniową. Dawniej na obecnych piaskach znajdowały się pokłady wapienia (do dziś zalega on jeszcze w wielu miejscach). Woda opadowa z dwutlenkiem węgla, wsiąkając, rozpuszczała wapień. Przenikał on do piasku w formie nacieków (kolumn) z dwuwęglanu wapnia. Z czasem piasek usunięty został dzięki wietrzeniu, a odporniejsze słupy wapienne zostały odsłonięte (Piasecka, 1963).
Obecnie, bazując na badaniach geochemicznych, składu izotopowego węgla i tlenu oraz petrograficznych i geologicznych obserwacjach terenowych, uzyskano dane, wskazujące na to, że ten fenomen geologiczny jest skamieniałym systemem typu "cold hydrocarbon seepage". Precypitacja węglanowych kolumn zbudowanych z bardzo lekkiego izotopowego węgla (w niskomagnezowym kalcycie) to wynik utleniania wędrujących węglowodorów przez archeony (de Boever et al., 2009).

## Galeria

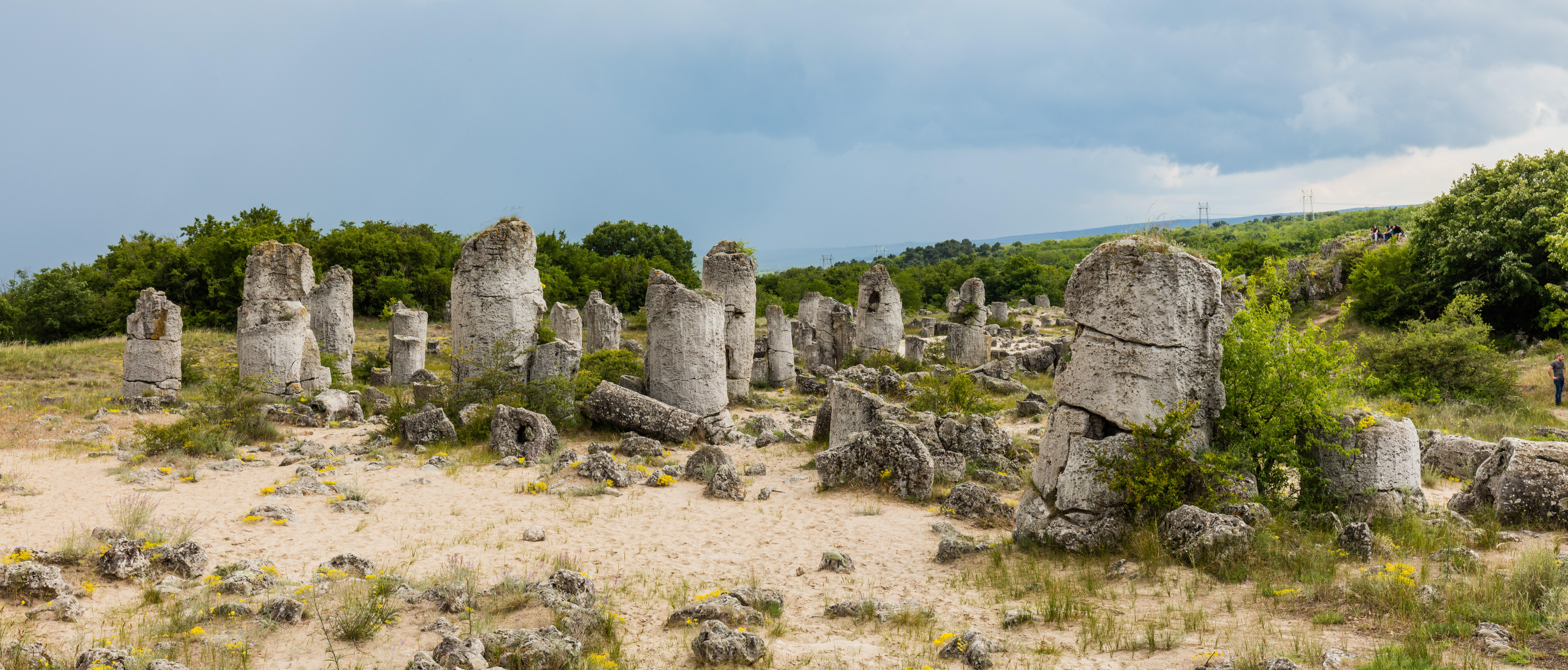
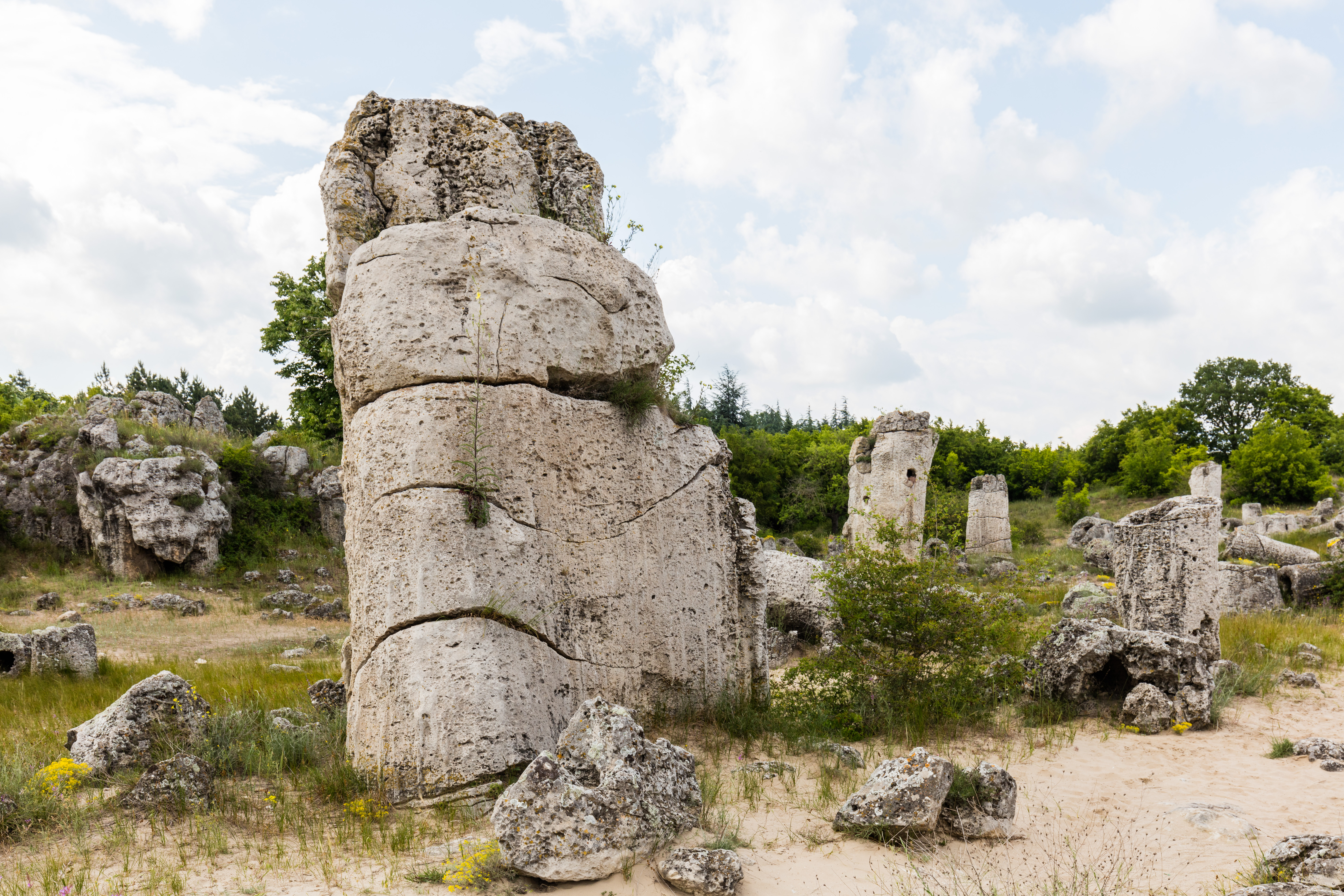
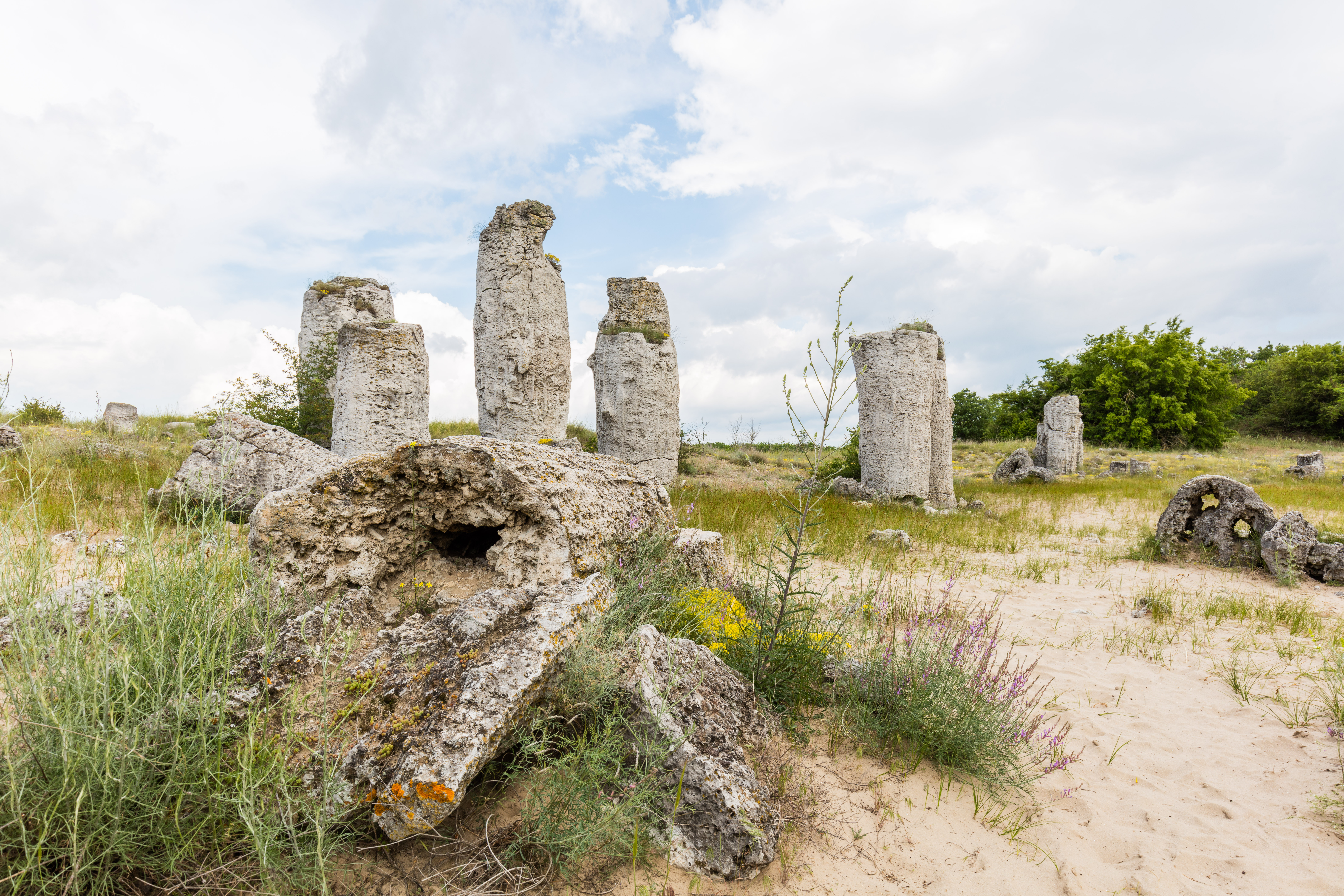
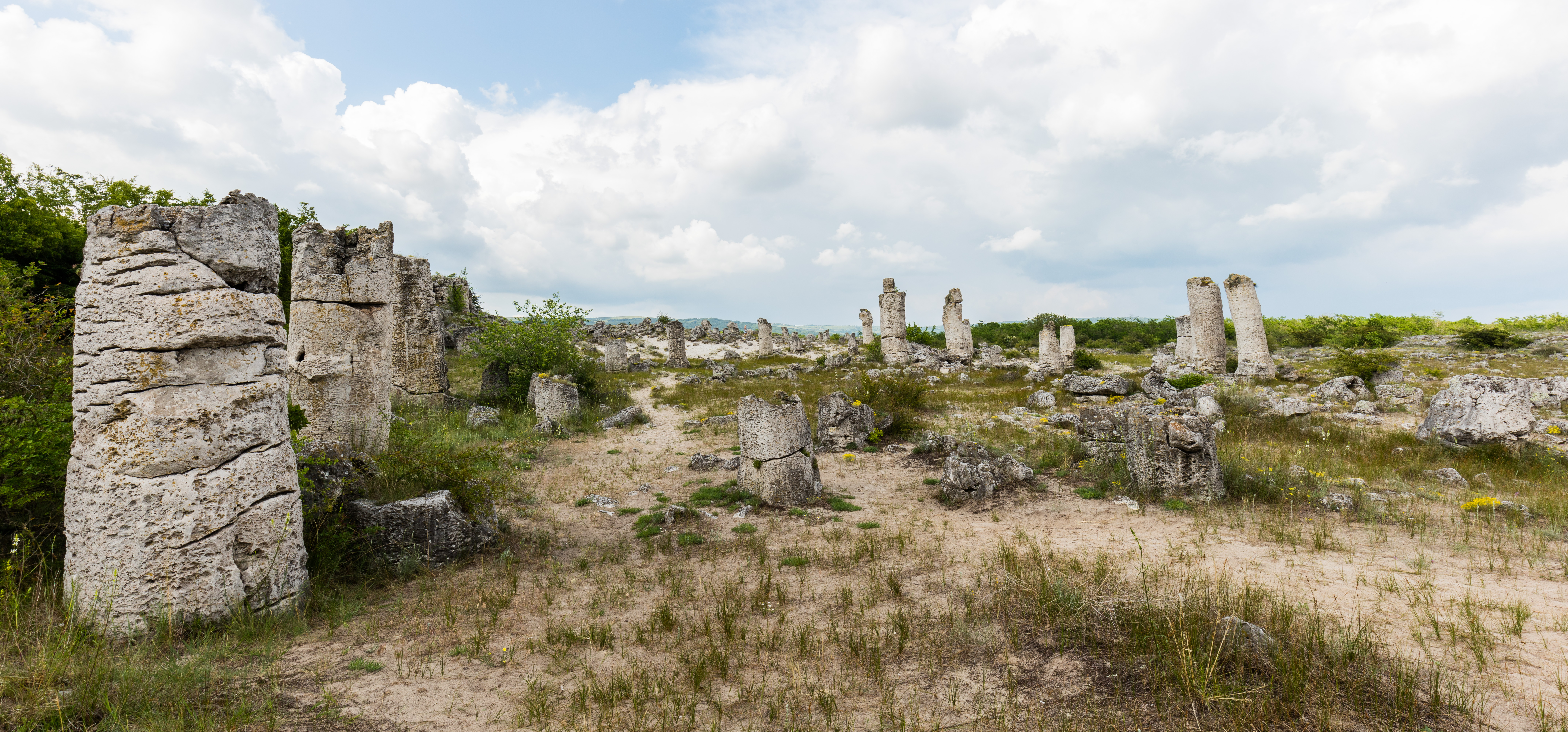
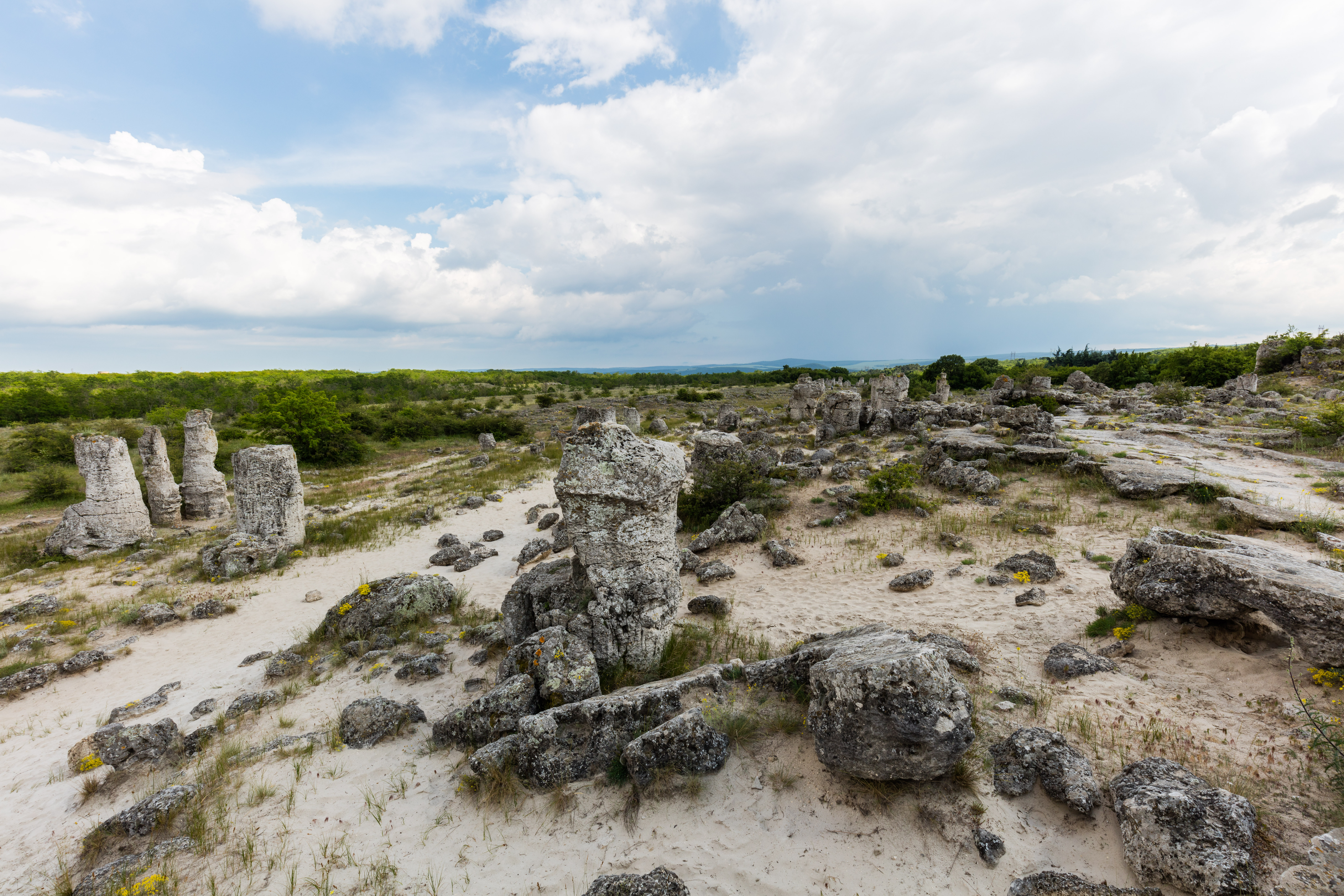